# Emiliano Boffelli
Emiliano Boffelli (* 16. ledna 1995, Rosario) je ragbista hrající na pozici pravého křídla za argentinskou reprezentaci a skotský klub Edinburgh Rugby hrající United Rugby Championship. 
Svou reprezentační premiéru si odbyl v roce 2017 proti Anglii. Na turnaji Rugby Championship 2022 Argentina poprvé v historii porazila Nový Zéland 25:18 na Novém Zélandu a Boffelli přispěl 20 body. Celkově si připsal 71 bodů a společně s Novozélanďanem Mo'ungou byl nejlépe bodujícím hráčem soutěže. Zúčastnil se MS 2019 a MS 2023.